# 千坂景長
千坂 景長（ちさか かげなが）は、戦国時代の越後の武将。越後以降の上杉家重臣の千坂氏の祖となった千坂景親の父で、上杉謙信の父の長尾為景に仕えた。　

## 景長以前の千坂氏
千坂氏は15世紀後半に「上杉方被官、長尾、石川、斎藤、千坂、平子、この五人古臣なり」と伝えられているうえ、「上杉家系図・上杉朝房の項」に「朝房の父（上杉憲藤、1338年に足利尊氏方として北畠顕家と摂津渡辺で戦い討死）打討時、家人石川覚道に上杉朝房（幸松四歳）・弟上杉朝宗（幸若二歳）と共に家人千坂子（二歳）が保護され共に鎌倉で成人となった」と記載されていることから、鎌倉時代から南北朝時代初期には上杉氏と行動を伴にしていた。　
その後、犬懸上杉家重臣として上杉朝宗の下で武蔵守護代、上総守護代を務め、上杉禅秀の乱で上杉氏憲と行動を伴にし、1417年犬懸上杉家滅亡11年後（1428年）から越後守護上杉房定・上杉房能の下での越後統治に関する記録に再び名前が見られるようになる。
千坂景長の出自は上杉家御年譜・千坂景親略系に「父は千坂藤右衛門景長と云い 本国関東にて上杉家代々従属四家老長尾、石川、斎藤等也 千坂景長の一男」と記載されている。　

## 長尾為景との関係
永正4年（1507年）、長尾為景が越後守護上杉房能を攻め、房能が兄・上杉顕定を頼って関東に逃亡する途中に自害に追い込んだ（永正の乱）。この報復として、永正6年（1509年）に上杉顕定は長尾為景攻めの大軍を起こし、長尾為景を越中国に追放するが、その翌年永正7年（1510年）には長尾為景の反攻により上杉顕定が自害した（長森原の戦い）。千坂氏は上杉家古臣だったが、上杉顕定自害後は他の上杉家家臣と同様、長尾為景の越後統治に協力するようになった。
永正18年（1521年）には長尾為景の一向宗禁止（禁無碍光衆）重臣連署契状に長尾一族（長尾景慶、長尾房景、長尾憲正）と共に上杉家古臣斎藤昌信、石川景重、在地土豪毛利廣春とともに千坂景長の署名がある。このことは、長尾為景が上杉氏の支配機構をそのままの形態で再編成し、越後の支配者になったことを表している。